# Brug 427
Brug 427 is een vaste brug in Amsterdam-Oost.
De verkeersbrug is gelegen in de Wibautstraat en overspant de Ringvaart Watergraafsmeer (Transvaalkade/Ringdijk). De uit 1941 daterende brug is van de hand van Piet Kramer. De door hem gehanteerde bouwstijl van de Amsterdamse School is direct terug te vinden in de grote oppervlakten baksteen. De brug kent voorts de van Kramer bekende afwisseling natuursteen en baksteen. De voor hem gebruikelijke smeedijzeren balustrades ontbreken hier volledig, de balustrades zijn hier namelijk ook uitgevoerd in baksteen, afgewisseld met granieten blokjes. De brug kreeg de vorm van een duiker. De aanbesteding vond plaats op 28 april 1941. Aannemers kwamen met een prijs variërend tussen 45.500 en 60.000 gulden.
Van 1942 tot 1971 lagen er tramsporen op de brug. Aanvankelijk alleen voor remiseritten maar van 1945 tot 1965 waren de sporen in gebruik voor tramlijn 5 en van 1961 tot 1971 voor tramlijn 7. Daarna werden de rails opgebroken in verband met de aanleg van de Oostlijn. Tot oktober 1977 kende de brug nog zeer intensief busverkeer met voornamelijk de Bijlmerlijnen.
In 2017 liggen er over de brug een vierbaansweg, twee fietspaden en twee voetpaden. Over de brug rijdt geen regulier openbaar vervoer meer behalve nachtbuslijn 755.
Tot 2016 stond de brug officieus te boek als de 'Boerenoorlogbrug', vernoemd naar de Eerste en Tweede Boerenoorlog. In juli 2016 wilde de gemeente af van officieuze benamingen en liet de bevolking kiezen tussen de officieuze naam officieel maken, een verzoek tot nieuwe vernoeming insturen dan wel de brug anoniem door het leven te laten gaan. Er werd toen voor de laatste optie gekozen.

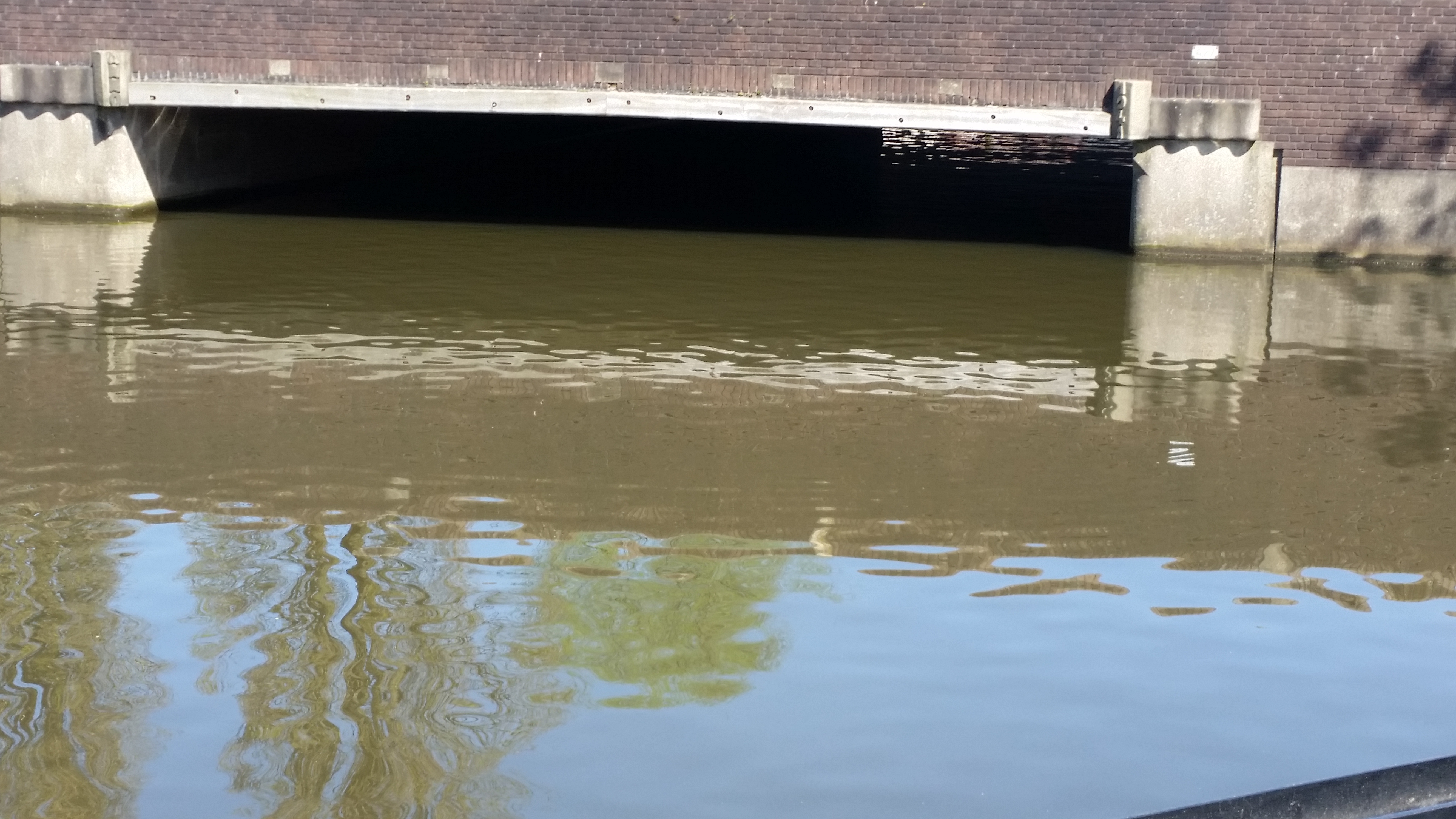
Jaarstenen van brug 427 (april 2018)

<<< · 400 · 401 · 402 · 403 · 404 · 405 · 406 · 407 · 408 · 409 · 410 · 411 · 413 · 414 · 415 · 416 · 417 · 418 · 419 · 420 · 421 · 422 · 423 · 424 · 425 · 427 · 429 · 430 · 431 · 432 · 433 · 434 · 435 · 436 · 437 · 438 · 439 · 440 · 441 · 442 · 443 · 444 · 445 · 446 · 447 · 448 · 449 · 450 · 451 · 452 · 453 · 454 · 455 · 456 · 457 · 458 · 459 · 460 · 461 · 462 · 463 · 464 · 465 · 466 · 469 · 470 · 471 · 472 · 473 · 474 · 475 · 476 · 478 · 479 · 480 · 482 · 483 · 485 · 486 · 487 · 488 · 489 · 490 · 491 · 492 · 493 · 494 · 495 · 496 · 497 · 499 · >>>
Brugnummers 412, 426, 428, 467, 468, 477, 481, 484 en 498 zijn niet (meer) vergeven.